# Geli
Ángel de Juana García, más conocido como Geli (Santander, Cantabria, 15 de febrero de 1968), es un exjugador de fútbol español. Jugó en equipos tales como el Racing de Santander, Real Zaragoza y Real Club Celta de Vigo, todos en Primera División.

## Trayectoria
Comenzó su carrera en la Cultural de Guarnizo, un equipo de Tercera División, pasando luego al Rayo Cantabria, equipo por entonces filial del Racing de Santander. Llega al primer equipo en la temporada 1988-1989, en Segunda División. Tras vivir una etapa convulsa en el conjunto cántabro, que descendió a Segunda División B en 1990, en la temporada 1993-1994, tras dos ascensos casi consecutivos, debutaría en Primera División de la mano de Javier Irureta. Aquel equipo alcanzaría el octavo puesto al final de la Liga y en parte debido a las buenas actuaciones del zurdo Geli.
El Real Zaragoza se fijó en él, y acabó contratándole por cuatro temporadas, por un coste total de 120 millones de pesetas. Sin embargo, solo militó en el conjunto maño durante la campaña 1994-1995, ganando una Recopa de Europa. A pesar de haber jugado de una manera más o menos regular, se optó por trasladarle al Celta de Vigo, donde jugó desde 1995 hasta 1998.
El rendimiento del jugador quizás no fue el esperado. Jugó de titular con el Celta los 6 primeros encuentros, pero una lesión en el partido contra el Racing de Santander, le apartaría de los terrenos durante 3 semanas. Tras esto, solo sería titular en dos ocasiones más.
Marcó tres goles con el Celta, dos en su segunda temporada allí, y otro en su último año contra el Pontevedra. En este último año con el Celta, Javier Irureta se hizo con las riendas del equipo, pero al parecer el entrenador que dio a conocer a este jugador a nivel nacional, no confió en él para la temporada, jugando escasos minutos de las segundas partes.
Al año siguiente regresó a Cantabria, para jugar una vez más en el Racing de Santander en la temporada 1998-1999.
Tras su paso por el Racing, abandonaría el fútbol de élite, militando en el CF Extremadura, en Segunda División, durante la temporada 1999-2000, y en la Gimnástica de Torrelavega a lo largo de cuatro campañas, si bien en las dos últimas su participación fue testimonial.
Con el equipo de Torrelavega tuvo muchos problemas para percibir su salario, llegando a interponer denuncias ante la AFE que le generaron un importante contencioso jurídico-administrativo incluso después de ser retiradas.
Actualmente colabora comentando los partidos del Racing en una televisión local de Cantabria y participa con el equipo del Racing en la Liga Indoor para jugadores retirados. Además, es propietario de diversos negocios de hostelería en su ciudad natal.

## Clubes
| Club                      | País                | Año                 | Partidos | Goles |
| ------------------------- | ------------------- | ------------------- | -------- | ----- |
| Rayo Cantabria            | España              | 1987-1989           | 20       | 6     |
| Racing de Santander       | España              | 1989-1994           | 120      | 14    |
| Real Zaragoza             | España              | 1994-1995           | 42       | 1     |
| Real Club Celta de Vigo   | España              | 1995-1998           | 78       | 4     |
| Racing de Santander       | España              | 1998-1999           | 26       | 0     |
| Extremadura               | España              | 1999-2000           | 23       | 2     |
| Gimnástica de Torrelavega | España              | 2000-2004           | 63       | 2     |
| Total en su carrera       | Total en su carrera | Total en su carrera | 372      | 29    |

## Títulos

### Campeonatos internacionales
| Título           | Club          | Año       |
| ---------------- | ------------- | --------- |
| Recopa de Europa | Real Zaragoza | 1994-1995 |